# Two Door Cinema Club
Two Door Cinema Club – zespół rockowy pochodzący z Bangor i Donaghadee w Irlandii Północnej. 
Grupa w lipcu 2011 roku wystąpiła na Open'er Festival w Gdyni na scenie Tent oraz w 2017 roku na Orange Warsaw Festival w Warszawie.

## Skład
- Alex Trimble – wokal, gitara rytmiczna, syntezatory.
- Sam Halliday – wokal wspierający, gitara prowadząca.
- Kevin Baird – wokal wspierający, gitara basowa.

### Muzycy koncertowi
- Benjamin Thompson – perkusja.
- Jacob Berry – gitara rytmiczna, syntezatory

## Dyskografia

### Albumy studyjne
- Tourist History (2010).
- Beacon (2012).
- Gameshow (2016).
- False Alarm (2019).
- Keep On Smiling (2022).

### EP
- Changing of the Seasons (2013).